# Tohu-va-Bohu
Pour les articles homonymes, voir Tohu.

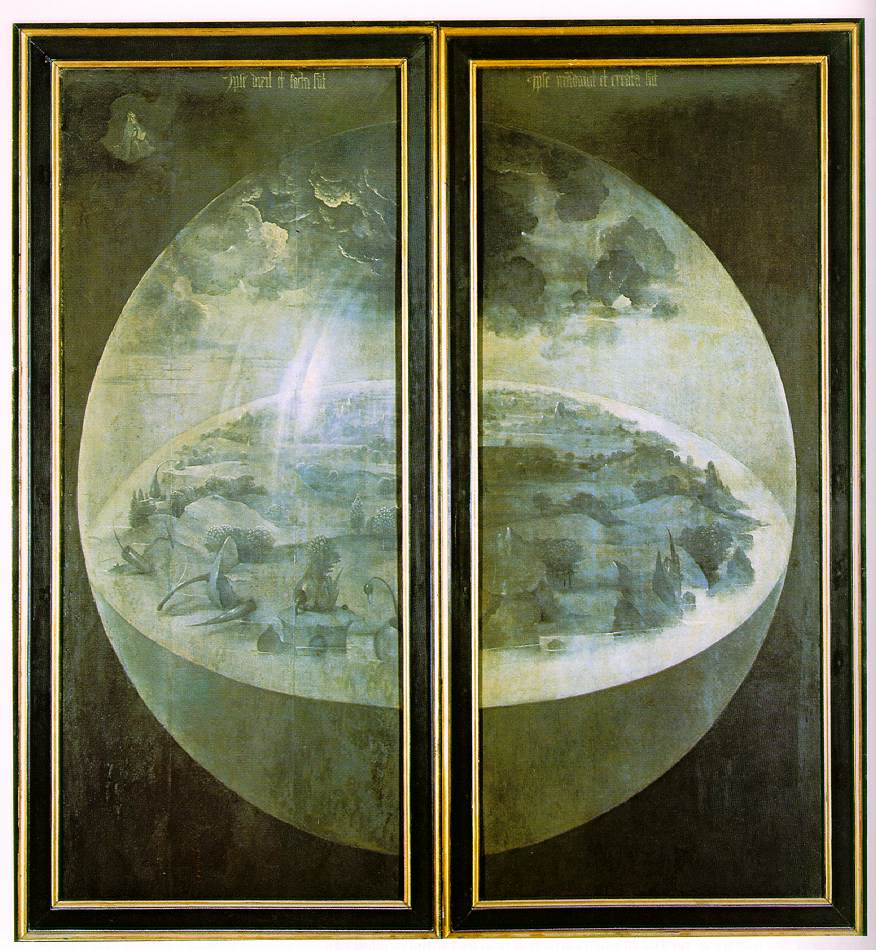
Jérôme Bosch : La création du monde, le Jardin des délices.

Le tohu-bohu (hébreu : תֹ֙הוּ֙ וָבֹ֔הוּ tohou va-vohou, francisé tohu va-bohu) est une expression hébraïque apparaissant en Genèse 1:2 pour décrire l’état du monde sitôt créé. La littérature biblique ainsi que post-biblique s’accordent pour considérer cet état comme inhospitalier voire incompatible avec la vie. Le concept a été repris dans la langue française au travers du nom tohu-bohu qui désigne une agitation confuse.

## Le tohu-bohu dans la Bible hébraïque
Les textes qui reprennent cette expression ou sa signification ou un des deux termes sont :
dans la Genèse,I, 1-2. : Au commencement, Elohim créa les cieux et la terre. Et la terre était touhou-bohou, ténèbres sur la face de l'abîme, et le souffle d’Elohim planait sur la face des eaux,. 
Dans Isaie XL.V, 18. : Il ne l'a pas créée tohou, mais c'est pour être habitée qu'il l'a formée.
Dans le Deuteronome, XXXII, 10. : Il les a trouvés dans une terre désertique, dans un tohou où hurle la solitude, Il les a protégés, Il a veillé sur eux, les a gardés, comme la prunelle de son œil.
Dans les Psaumes : Dieu a égaré les Hébreux dans le désert où il n'y a pas de chemin.
La question qui se pose à la lecture des premier et deuxième versets de la Bible peut être la suivante : la Bible commence par décrire la création en des termes simples (Au commencement Elohim créa le ciel et la terre). Mais dès le second verset, le monde apparaît en plein chaos. Dieu peut apparaître à cette lecture comme démiurge et non-créateur, comme le disaient les philosophes grecs qui pensaient que Zeus avait organisé une matière qui était éternelle. Il existerait un état antérieur où Dieu et le monde existent éternellement face à face. Le premier verset pourrait ainsi être interprété comme une création divine d'un état chaotique de la matière, ce qui est la conception des philosophes grecs.
À partir des références de la Bible, l'état de tohou peut être défini comme un environnement où il manque des références qui permettent de s'orienter. C'est un vaste espace vide dépourvu de toute signification.
Rachi décrit l'état premier de la matière comme un état qui aurait plongé l'homme dans un état de stupéfaction. Cet homme n'a jamais existé, puisque le tohu est antérieur à l'apparition de l'homme. Rachi utilise cette fiction pour tenter de décrire le concept. Le tohu étant impensable, faute de référence, de principes et de lois, il ne peut être éprouvé que dans la stupéfaction.
Rabbi Yehouda Bar Simon interprète chacun des deux termes comme un instant, un moment d'un processus historique. Le tohou c'est Adam. Le premier homme qui a voulu ramener le monde à l'état informel du chaos en transgressant l'interdit. Pour les Hébreux l'obéissance à la loi est la condition sine qua non de l'ordre du monde et du passage du chaos au cosmos ordonné. Le bohou figure Caïn qui a assassiné son frère Abel. En tuant l'homme, il tue le monde et le ramène à son état originel de tohu-va-bohu. Le bohu c'est le désert et Caïn a vidé le monde en rendant impossible la relation à l'autre.

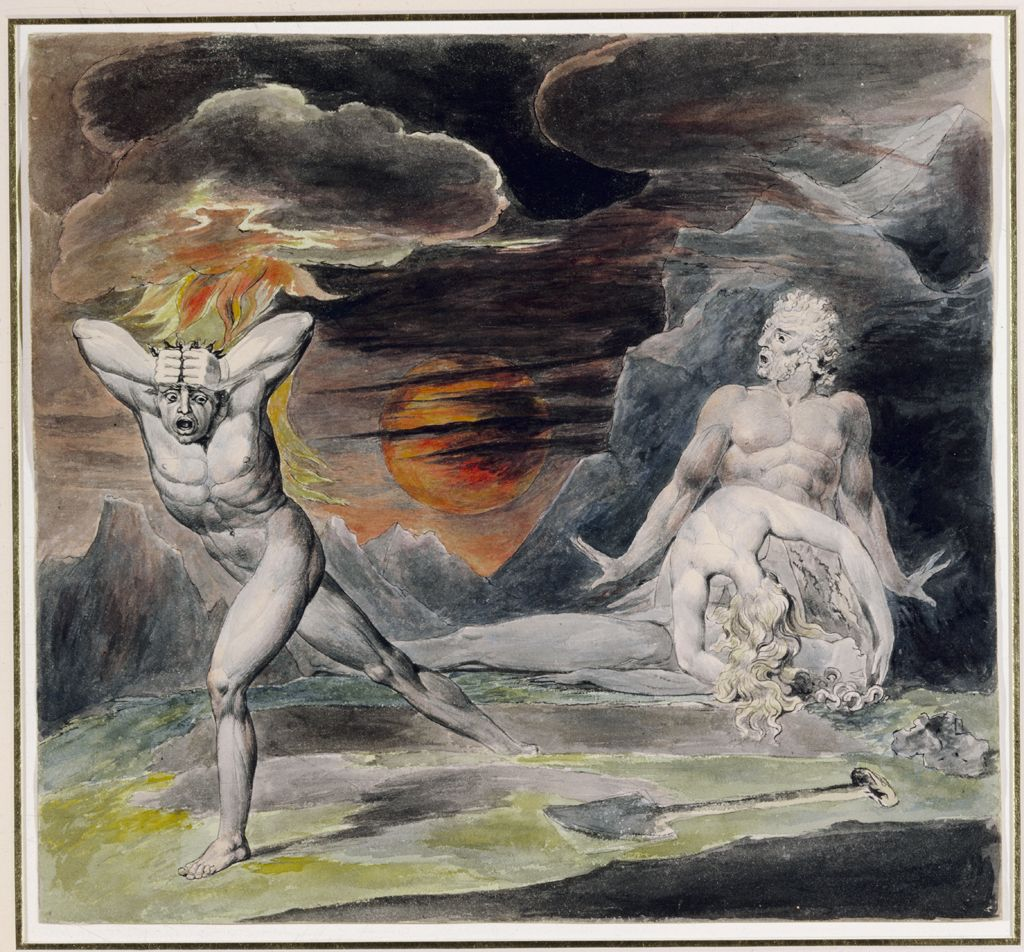
William Blake : Caïn fuyant la colère de Dieu ou le corps d'Abel trouvé par Adam et Ève, vers 1805-1809.

L'écrivain polonais Barbara Engelking décrit l'univers des Juifs qui parviennent à s'échapper des ghettos dans les campagnes polonaises, des fosses communes, des trains, des camps de la mort comme étant un univers informe et vide correspondant au tohu-va-bohu du deuxième verset de la Genèse Ge 1, c'est-à-dire dans un abîme, dans un désert où l'on ne peut rencontrer l'Homme.

## En grec ancien
La Septante, version en langue grecque de la Bible, utilise les termes grecs anciens : ἀόρατος καὶ ἀκατα-σκεύαστος pour traduire les termes hébraïques tohu-ve-bohu. Ils signifient : « sans forme, sans visibilité et sans préparation ».

## En français
Le mot est passé au français sous la forme du mot tohu-bohu, qui a un sens primitif identique à celui de l'hébreu mais s'est élargi jusqu'à une signification de bruit confus, tumulte bruyant .
La traduction par Voltaire de la Bible (1764) en français est la première à reprendre et traduire la phrase de la Genèse comme suit : « La terre était tohu-bohu ».

## Interprétation protestante
Selon Alain Houziaux, pasteur de l'Église réformée de France le récit biblique explique que le monde a été créé à partir d'un chaos primitif appelé tohu-bohu dont les caractéristiques peuvent être définies ainsi :
- Le tohu-bohu est la « matière première » dans laquelle Dieu crée et forme sa création. Si le monde avait été créé par le seul souffle de Dieu et par sa parole il ne serait qu'une image de Dieu et ne s'en distinguerait pas. Dieu ne voulait pas créer ex nihilo mais avait comme projet d'apprivoiser le tohu-bohu, de se l'approprier. Il peut être comparé à la terre glaise du potier[13].

- Le tohu-bohu a une puissance propre. Il participe lui-même à l'auto-formation du monde et à son auto-transformation. Il reste présent dans notre univers, au même titre que la chrysalide reste présente dans le papillon. Par ces deux premières caractéristiques, le tohu-bohu peut être rapproché du pré-univers qui a pu générer le big bang, puis notre univers et qui reste sous-jacent. Cela n'empêche pas que ce soit Dieu qui soit l'auteur du « Fiat lux ! » (Que la lumière soit !), celui qui a mis l'allumette sous le chaudron dont la lumière était prête à jaillir[14].

- Le troisième aspect du tohu-bohu, tel que le décrit Alain Houziaux, est qu'il est une puissance en excès. Il a une volonté de puissance excessive et, à un point tel, que Dieu se donne pour fonction de le contenir, de le dominer et de l'arrêter. La lecture rabbinique de Genèse 1,1-2,4[15]insiste sur le septième jour de la création quand Dieu a mis un coup d'arrêt à cette puissance, car elle s'emballait. C'est en fonction de cet aspect que A. Houziaux présente le problème du mal[16]. Le tohu-bohu, dans cette conception, continue son existence au monde et tend à le dominer. Il désorganise le monde, le perturbe. Les dysfonctionnements du monde tels que la maladie, les catastrophes naturelles, la monstruosité des êtres, autrement dit le mal sont cette désorganisation du monde sous la pression excessive du tohu-bohu[17]. Le mal n'est toutefois pas identifiable au tohu-bohu lui-même mais à un tohu-bohu qui sort des limites qui lui ont été imposées[18]. À la fin des temps, la puissance maléfique et perturbatrice du tohu-bohu sera domptée, vaincue et anéantie, absorbée pour une part et assumée par la puissance de Dieu et rejetée dans le néant[19].

La cosmologie spécifique désignée par le terme hébreu de tohu-va-bohu n'est pas spécifiquement judaïque et sous d'autres dénominations elle apparaît dans les mythologies égyptiennes, indiennes, grecques, chinoises.